# Independiente de Cauquenes
Independiente de Cauquenes ist ein Sportverein aus Cauquenes, Chile, der hauptsächlich für seine Fußballabteilung bekannt ist. Der Spitzname der Mannschaft ist Dragones Rojos (dt. rote Drachen).

## Geschichte
Der Klub wurde 1929 durch junge Studenten gegründet, die in ihren Heimatort zurückgekehrt waren. Später trat Independiente de Cauquenes in die Asociación Cauquenes ein und gewann dort zahlreiche lokale Titel. Im Jahr 1960 gelang bei der Campeonato Regional Central Sur der erste überregionale Erfolg.
1971 trat Independiente der Cauquenes der Asociación Central de Fútbol bei und begann in der Segunda División, der zweithöchsten Spielklasse des Landes. Die erfolgreichste Saison spielte der Verein 1979, als Cauquenes an der Liguilla zum Aufstieg in die Primera División teilnahm, dort allerdings den gestandenen Erstligisten CD Santiago Wanderers und Audax Italiano La Florida unterlag. Im Folgejahr belegte der Klub den vorletzten Platz der zweiten Liga und stieg aufgrund des schlechteren Torverhältnisses in die neu gegründete Tercera División ab. 1985 entschied sich Independiente de Cauquenes, im Amateurfußball weiterzuspielen, wo der Verein bis 2010 in lokalen Meisterschaften von Cauquenes verblieb. 
Ab 2011 nahm der Klub an der Tercera División B teil, der fünften Liga Chiles, und gewann diese in der Übergangssaison Trasición 2013. 2015 gelang Independiente de Cauquenes die Meisterschaft der Tercera División A und damit die Rückkehr in den professionellen Fußball. 2018 kam es zum Eklat, als der nationale Fußballverband ANFP Schecks ohne angeblicher Deckung vom Klub nicht annahm und ihn daraufhin suspendieren wollte. Aber der Sachverhalt klärte sich auf und Cauquenes durfte weiterhin in der dritten Liga spielen.
2019 kam es erneut zu Zahlungsschwierigkeiten des Vereins. Auch die Lizenz der Segunda División wurde für 400 Millionen Chilenische Pesos angeboten. Durch die Proteste in Chile 2019/2020 und die COVID-19-Pandemie wurde das Insolvenzverfahren aber nicht eingeleitet. Der Klub spielte daher weiterhin in der Segunda División, stieg aber 2022 als Tabellenletzter sportlich ab.

## Erfolge
- Tercera División A: 2015
- Tercera División B: 2013-T
- Campeonato Nacional Amateur de Clubes Campeones: 1990

## Stadion
Independiente de Cauquenes spielt im Estadio Municipal Miguel Alarcón Osores, das eine Kapazität von 4000 Zuschauern hat. Mit dem Aufstieg 2015 zurück in den professionellen Fußball wurde das Stadion mit dem Spitznamen Maracaná del Maule renoviert.